# Gregorio Carretero
Gregorio Carretero fue un militar español que participó de la Guerra de independencia española y en la lucha contra la independencia hispanoamericana.

## Biografía
Como integrante del regimiento de Burgos participó de la lucha contra la invasión francesa. Con el rango de capitán y al mando de una compañía de granaderos de ese regimiento en 1817 fue enviado al Perú, donde se lo destinó a Chile, incorporándose a las fuerzas del general Mariano Osorio. Cayó prisionero en la batalla de Maipú y fue remitido detenido al campo de prisioneros en la Punta de San Luis, donde fue alojado en la vivienda de una familia apellidada Poblete.
Allí planeó y fue uno de los líderes de la sublevación de los prisioneros en 1819 a la que se sumaron luego a su dirección otros oficiales superiores, entre ellos el brigadier José Ordóñez, el coronel Joaquín Primo de Rivera y Ortiz de Pinedo (hermano del capitán de fragata José Primo de Rivera y Ortiz de Pinedo), el coronel Antonio Morgado, el teniente coronel Lorenzo Morla, etc.
Hasta la llegada de Bernardo Monteagudo, desterrado en febrero de ese año, los prisioneros estaban incluso conformes con su suerte. Tenían quintas propias y solían asistir a eventos sociales. El teniente coronel Morla, incluso vivía en la casa de Dupuy y era amigo personal. Monteagudo impulsó a Dupuy a restringir sus libertades y a dividir a los prisioneros en grupos pequeños, con el consiguiente descontento.
El movimiento se puso en marcha el 8 de febrero y preveía detener (o matar según se afirmó) al teniente gobernador Vicente Dupuy y a Monteagudo, copar la guarnición y el pueblo y luego unirse a los montoneros en Córdoba o unirse a las partidas realistas que resistían en el sur de Chile.
Mientras Dupuy era detenido por los prisioneros encabezados por Carretero, el comandante de milicias José Antonio Becerra organizó rápidamente partidas armadas del pueblo que asaltaron y recuperaron la comandancia. Las represalias fueron injustificables más allá del riesgo cierto que representaba el levantamiento para la revolución y de los numerosos antecedentes de actos similares cometidos por los realistas en el Alto Perú y en Chile y de los que se cometerían a futuro, especialmente por Benavides. Murieron treinta y tres prisioneros, entre ellos Carretero, y sólo un miliciano. A resultas del proceso sumario conducido por Monteagudo fueron ejecutados otros ocho partícipes.
El mismo Dupuy diría en su parte:"ese fue el instante en que los deberes de mi cargo y de mi autoridad se pusieron de acuerdo con la justa indignación del pueblo. Yo los mandé degollar en el acto y expiaron su crimen en mi presencia y a la vista de un pueblo inocente y generoso donde no han recibido sino hospitalidad y beneficios."